# Distance X
A distance X egy angol rádiós kifejezés, ismeretlen távolságra utal, azonban helyesebb nagy távolságú vételről beszélni.

## Leírása
A tevékenység, amelyet hobbirádiósok, freebanderek és rádióamatőrök űznek, kihasználja bolygónk sajátos jelenségeit, mint például a troposzférában zajló légköri változásokat, vagy az ionoszféra fizikai változásait. Ezen jelenségek megfigyelésével a hullámvadász (a DXer) azonos elektromos teljesítményt alkalmazva megnövelheti adójának hatósugarát vagy vételre állva gyakran óriási távolságokról is képes venni jeleket.
A DX-et kedvelők a véletlenszerűség, a technikai nehézségek áthidalása, a ritkaság és az ebből adódó izgalmas helyzetek miatt választják a kommunikáció ezen formáját, amely ezernyi meglepetést tartogat számukra.
Számos hullámvadász hegyekre mászik fel, mások ezer kilométereket utaznak olyan országba vagy körzetbe, ahonnan kevesen rádióznak. Jártak már lelkes amatőr rádiózók az Antarktiszon, de a világűrben is. A legtöbb rádiós klubokba és szövetségekbe tömörül, amelyek működését nemzetközi szövetségek hangolják össze. Rendszeresen szerveznek világversenyeket is.